# Tulip Fever
Pour plus de détails, voir Fiche technique et Distribution.
Tulip Fever est un drame romantique américano-britannique réalisé par Justin Chadwick, sorti en 2017. Il s'agit de l’adaptation du roman britannique Le Peintre des vanités (Tulip Fever) de Deborah Moggach (1999).

## Synopsis
Dans les Pays-Bas du XVIIe siècle durant la tulipomanie, un jeune artiste Jan Van Loos, tombe amoureux d'une femme mariée Sophia, tandis qu'on lui commande un portrait du mari de celle-ci.

## Fiche technique
Sauf indication contraire, les informations mentionnées dans cette section peuvent être confirmées par la base de données cinématographiques IMDb,  présente dans la section « Liens externes ».
- Titre original : Tulip Fever
- Réalisation : Justin Chadwick
- Scénario : Tom Stoppard, d'après Le Peintre des vanités (Tulip Fever) de Deborah Moggach
- Musique : Danny Elfman
- Direction artistique : Simon Elliott
- Décors : Nick Dent
- Costumes : Michael O'Connor
- Photographie : Eigil Bryld (en)
- Montage : Rick Russell
- Production : Alison Owen
- Sociétés de production : Ruby Films et Worldview Entertainment
- Sociétés de distribution : The Weinstein Company
- Pays d'origine :  États-Unis/ Royaume-Uni
- Langue originale : anglais
- Format : couleur - 2,35:1 - son Dolby numérique
- Genre : drame romantique
- Durée : 107 minutes
- Dates de sortie : 
  -  Canada,  États-Unis : 1er septembre 2017
  -  France : 7 mars 2018[1]

## Distribution
- Dane DeHaan (VFB : Maxime Van Santfoort) : Jan Van Loos
- Alicia Vikander (VFB : Sophie Frison) : Sophia Sandvoort
- Christoph Waltz (VFB : Franck Dacquin) : Cornelis Sandvoort
- Zach Galifianakis (VFB : Jean-Michel Vovk) : Gerrit
- Judi Dench (VFB : Myriam Thyrion) : l'abbesse de Ste Ursula
- Jack O'Connell (VFB : Nicolas Matthys) : William
- Holliday Grainger (VFB : Claire Tefnin) : Maria
- Tom Hollander (VFB : Philippe Résimont) : le Dr Sorgh
- Matthew Morrison : Mattheus
- Cara Delevingne : Henrietta
- David Harewood : Prater
- Kevin McKidd : Johan De Bye
- Cressida Bonas : Mme Steen

## Production
Le film était originellement prévu en 2004, avec dans les rôles titres Jude Law et Keira Knightley et avec pour réalisateur John Madden. Cependant, la production a dû être interrompue en conséquence des changements de règles fiscales dans la production de film au Royaume-Uni cette même année[réf. nécessaire].

## Accueil

### Sorties
Le film sort le 1er septembre 2017 au Canada et aux États-Unis, ainsi que le 7 mars 2018 en France.